# Sri-lankische Cricket-Nationalmannschaft in Neuseeland in der Saison 2015/16
Die Spielserie der sri-lankischen Cricket-Nationalmannschaft in Neuseeland in der Saison 2015/16 fand vom 10. Dezember 2015 bis zum 10. Januar 2016 statt. Die internationale Cricket-Tour war Teil der Internationalen Cricket-Saison 2015/16 und umfasste zwei Test Matches, fünf ODIs und zwei Twenty20s. Dabei konnte Neuseeland die Test-Serie mit 2:0, die ODI-Serie mit 3:1 und die Twenty20-Serie mit 2:0 für sich entscheiden.

## Vorgeschichte

### Einordnung
Sri Lanka bestritt zuvor eine Heimtour gegen die West Indies, die sie deutlich dominierten. Neuseeland trat zuvor zu einer Testserie in Australien an, die verloren wurde. Die letzte Tour der beiden Mannschaften gegeneinander fand im Jahr zuvor ebenfalls in Neuseeland statt, bei der Neuseeland sowohl die Test- als auch die ODI-Serie gewann.

### Kusal Perera
Der sri-lankische Batsman Kusal Perera wurde kurz vor der Tour positiv auf eine unerlaubte Substanz getestet und daraufhin von der Tour abgezogen.

## Stadien
Die folgenden Stadien wurden für die Tour als Austragungsort vorgesehen und am 27. August 2015 festgelegt.
| Stadion         | Stadt           | Kapazität | Spiele         |
| --------------- | --------------- | --------- | -------------- |
| Eden Park       | Auckland        | 50.000    | 2. T20         |
| Hagley Oval     | Christchurch    | 20.000    | 1. & 2. ODI    |
| University Oval | Dunedin         | 6.000     | 1. Test        |
| Seddon Park     | Hamilton        | 10.000    | 2. Test        |
| Bay Oval        | Mount Maunganui | 10.000    | 5. ODI; 1. T20 |
| McLean Park     | Napier          | 22.500    | 3. & 4. ODI    |

## Kaderlisten
Sri Lanka benannte seine Kader am 17. November 2015.
Neuseeland benannte seinen Test-Kader am 1. Dezember, seinen ODI-Kader am 14. Dezember und seinen Twenty20-Kader am 30. Dezember 2015.
| Test | Test | ODI | ODI | Twenty20 | Twenty20 |
| Neuseeland | Sri Lanka | Neuseeland | Sri Lanka | Neuseeland | Sri Lanka |
| --- | --- | --- | --- | --- | --- |
| - Brendon McCullum (K) - Ross Taylor (VK) - Trent Boult - Doug Bracewell - Mark Craig - Martin Guptill - Tom Latham - Tim Southee - BJ Watling (wk) - Kane Williamson - Mitchell Santner - Neil Wagner | - Angelo Mathews (K) - Dushmantha Chameera - Dinesh Chandimal (wk) - Rangana Herath - Udara Jayasundera - Dimuth Karunaratne - Suranga Lakmal - Kusal Mendis (wk) - Dilruwan Perera - Kusal Perera - Nuwan Pradeep - Dhammika Prasad - Milinda Siriwardana - Jeffrey Vandersay - Kithuruwan Vithanage - Vishwa Fernando - Kaushal Silva (wk) | - Brendon McCullum (K) - Trent Boult - Doug Bracewell - Martin Guptill - Tom Latham - Matt Henry - Mitchell McClenaghan - Adam Milne - Henry Nicholls - Luke Ronchi (wk) - Mitchell Santner - Ish Sodhi - Tim Southee - Ross Taylor - Kane Williamson - George Worker | - Angelo Mathews (K) - Dushmantha Chameera - Dinesh Chandimal (wk) - Tillakaratne Dilshan - Danushka Gunathilaka - Chamara Kapugedera - Suranga Lakmal - Lasith Malinga - Ajantha Mendis - Kusal Perera - Thisara Perera - Nuwan Pradeep - Dhammika Prasad - Sachithra Senanayake - Milinda Siriwardana - Lahiru Thirimanne - Jeffrey Vandersay - Nuwan Kulasekara | - Kane Williamson (K) - Corey Anderson - Trent Boult - Grant Elliott - Martin Guptill - Matt Henry - Mitchell McClenaghan - Adam Milne - Colin Munro - Luke Ronchi (wk) - Mitchell Santner - Ish Sodhi - Tim Southee - Ross Taylor | - Lasith Malinga (K) - Dinesh Chandimal (K, wk) - Dushmantha Chameera - Tillakaratne Dilshan - Shehan Jayasuriya - Chamara Kapugedera - Nuwan Kulasekara - Angelo Mathews - Kusal Perera (wk) - Thisara Perera - Sachithra Senanayake - Milinda Siriwardana - Isuru Udana - Jeffrey Vandersay - Kithuruwan Vithanage - Danushka Gunathilaka - Suranga Lakmal |

## Tour Matches
| 3. – 5. Dezember Scorecard | Queenstown | Sri Lankans 193 (75.2) & 226-6 (71) | – | New Zealand Board President’s XI 399-8d (84.3) |
|                            |            | Remis                               |   |                                                |

## Tests

### Erster Test in Dunedin
| 10. – 14. Dezember Scorecard | Dunedin | Neuseeland 431 (96.1) & 267-3d (65.4) | – | Sri Lanka 294 (117.1) & 282 (95.2) |
|                              |         | Neuseeland gewinnt mit 122 Runs       |   |                                    |

### Zweiter Test in Hamilton
| 18. – 22. Dezember Scorecard | Hamilton | Sri Lanka 292 (80.1) & 133 (36.3) | – | Neuseeland 237 (79.4) & 189-5 (54.3) |
|                              |          | Neuseeland gewinnt mit 5 Wickets  |   |                                      |

## One-Day Internationals

### Erstes ODI in Christchurch
| 26. Dezember Scorecard | Christchurch | Sri Lanka 188 (47)               | – | Neuseeland 191-3 (21) |
|                        |              | Neuseeland gewinnt mit 7 Wickets |   |                       |

### Zweites ODI in Christchurch
| 28. Dezember Scorecard | Christchurch | Sri Lanka 117 (27.4)              | – | Neuseeland 118-0 (8.2) |
|                        |              | Neuseeland gewinnt mit 10 Wickets |   |                        |

### Drittes ODI in Nelson
| 31. Dezember Scorecard | Nelson | Neuseeland 276-8 (50)           | – | Sri Lanka 277-2 (46.2) |
|                        |        | Sri Lanka gewinnt mit 8 Wickets |   |                        |

### Viertes ODI in Nelson
| 2. Januar Scorecard | Nelson | Neuseeland 75-3 (9) | – | Sri Lanka |
|                     |        | No Result           |   |           |

### Fünftes ODI in Mount Maunganui
| 7. Januar Scorecard | Mount Maunganui | Neuseeland 294-5 (50)          | – | Sri Lanka 258 (47.1) |
|                     |                 | Neuseeland gewinnt mit 36 Runs |   |                      |

## Twenty20 Internationals

### Erstes Twenty20 in Mount Maunganui
| 7. Januar Scorecard | Mount Maunganui | Neuseeland 182-4 (20)            | – | Sri Lanka 179-9 (20) |
|                     |                 | Neuseeland gewinnt mit 3 Wickets |   |                      |

### Zweites Twenty20 in Auckland
| 10. Januar Scorecard | Auckland | Sri Lanka 142-8 (20)             | – | Neuseeland 147-1 (10) |
|                      |          | Neuseeland gewinnt mit 9 Wickets |   |                       |

Mit der zweiten Niederlage verlor Sri Lanka die Führung des ICC Twenty20 Rankings an die West Indies.

## Statistiken
Die folgenden Cricketstatistiken wurden bei dieser Tour erzielt.
| Tests               | Tests      | Tests   | Tests   | Tests   | Tests   | Tests   | Tests   | Tests   |
| Batting             | Batting    | Batting | Batting | Batting | Batting | Batting | Batting | Batting |
| Spieler             | Mannschaft | Spiele  | Innings | Runs    | Average | HS      | 100s    | 50s     |
| ------------------- | ---------- | ------- | ------- | ------- | ------- | ------- | ------- | ------- |
| Kane Williamson     | Neuseeland | 2       | 4       | 268     | 89,33   | 108*    | 1       | 2       |
| Martin Guptill      | Neuseeland | 2       | 4       | 253     | 63,25   | 156     | 1       | 1       |
| Dinesh Chandimal    | Sri Lanka  | 2       | 4       | 192     | 48,00   | 83      | 0       | 2       |
| Tom Latham          | Neuseeland | 2       | 4       | 163     | 54,33   | 109*    | 1       | 0       |
| Dimuth Karunaratne  | Sri Lanka  | 2       | 4       | 152     | 38,00   | 84      | 0       | 1       |
| Milinda Siriwardana | Sri Lanka  | 2       | 4       | 152     | 38,00   | 62      | 0       | 1       |
| Bowling             |            |         |         |         |         |         |         |         |
| Spieler             | Mannschaft | Spiele  | Overs   | Wickets | Average | BBI     | 5W      | 10W     |
| Tim Southee         | Neuseeland | 2       | 81.3    | 13      | 16,30   | 4/26    | 0       | 0       |
| Dushmantha Chameera | Sri Lanka  | 2       | 64      | 12      | 24,00   | 5/47    | 1       | 0       |
| Neil Wagner         | Neuseeland | 2       | 60      | 9       | 26,00   | 3/40    | 0       | 0       |
| Trent Boult         | Neuseeland | 2       | 64      | 6       | 31,83   | 2/51    | 0       | 0       |
| Nuwan Pradeep       | Sri Lanka  | 2       | 65.5    | 6       | 41,00   | 4/112   | 0       | 0       |

| ODIs                 | ODIs       | ODIs    | ODIs    | ODIs    | ODIs    | ODIs    | ODIs    | ODIs    |
| Batting              | Batting    | Batting | Batting | Batting | Batting | Batting | Batting | Batting |
| Spieler              | Mannschaft | Spiele  | Innings | Runs    | Average | HS      | 100s    | 50s     |
| -------------------- | ---------- | ------- | ------- | ------- | ------- | ------- | ------- | ------- |
| Martin Guptill       | Neuseeland | 5       | 5       | 331     | 82,75   | 102     | 1       | 2       |
| Kane Williamson      | Neuseeland | 3       | 3       | 132     | 44,00   | 61      | 0       | 2       |
| Milinda Siriwardana  | Sri Lanka  | 5       | 3       | 117     | 39,00   | 66      | 0       | 1       |
| Angelo Mathews       | Sri Lanka  | 5       | 3       | 112     | 37,33   | 95      | 0       | 1       |
| Tillakaratne Dilshan | Sri Lanka  | 5       | 4       | 112     | 28,00   | 91      | 0       | 1       |
| Bowling              |            |         |         |         |         |         |         |         |
| Spieler              | Mannschaft | Spiele  | Overs   | Wickets | Average | BBI     | 5W      | 10W     |
| Matt Henry           | Neuseeland | 4       | 29.4    | 13      | 9,38    | 5/40    | 1       | 0       |
| Mitchell McClenaghan | Neuseeland | 4       | 27      | 6       | 18,50   | 3/32    | 0       | 0       |
| Doug Bracewell       | Neuseeland | 3       | 21.2    | 4       | 28,25   | 3/37    | 0       | 0       |
| Nuwan Kulasekara     | Sri Lanka  | 5       | 21      | 4       | 33,50   | 3/53    | 0       | 0       |
| Trent Boult          | Neuseeland | 1       | 8.1     | 3       | 14,33   | 3/43    | 0       | 0       |
| Milinda Siriwardana  | Sri Lanka  | 5       | 17      | 3       | 40,33   | 2/45    | 0       | 0       |
| Nuwan Pradeep        | Sri Lanka  | 2       | 20      | 3       | 41,33   | 2/55    | 0       | 0       |
| Dushmantha Chameera  | Sri Lanka  | 5       | 26      | 3       | 56,66   | 2/38    | 0       | 0       |

| Twenty20s            | Twenty20s  | Twenty20s | Twenty20s | Twenty20s | Twenty20s | Twenty20s | Twenty20s | Twenty20s |
| Batting              | Batting    | Batting   | Batting   | Batting   | Batting   | Batting   | Batting   | Batting   |
| Spieler              | Mannschaft | Spiele    | Innings   | Runs      | Average   | HS        | 100s      | 50s       |
| -------------------- | ---------- | --------- | --------- | --------- | --------- | --------- | --------- | --------- |
| Martin Guptill       | Neuseeland | 2         | 2         | 121       | 60,50     | 63        | 0         | 2         |
| Colin Munro          | Neuseeland | 2         | 2         | 86        | 86,00     | 50*       | 0         | 1         |
| Angelo Mathews       | Sri Lanka  | 2         | 2         | 85        | 85,00     | 81*       | 0         | 1         |
| Kane Williamson      | Neuseeland | 2         | 2         | 85        | 85,00     | 53        | 0         | 1         |
| Danushka Gunathilaka | Sri Lanka  | 2         | 2         | 54        | 27,00     | 46        | 0         | 0         |
| Bowling              |            |           |           |           |           |           |           |           |
| Spieler              | Mannschaft | Spiele    | Overs     | Wickets   | Average   | BBI       | 5W        | 10W       |
| Grant Elliott        | Neuseeland | 2         | 6         | 5         | 8,00      | 4/22      | 0         | 0         |
| Matt Henry           | Neuseeland | 1         | 4         | 3         | 14,66     | 3/44      | 0         | 0         |
| Trent Boult          | Neuseeland | 2         | 8         | 3         | 19,00     | 3/21      | 0         | 0         |
| Mitchell Santner     | Neuseeland | 1         | 4         | 2         | 12,00     | 2/24      | 0         | 0         |
| Nuwan Kulasekara     | Sri Lanka  | 1         | 4         | 2         | 13,00     | 2/36      | 0         | 0         |
| Adam Milne           | Neuseeland | 1         | 4         | 2         | 18,00     | 2/36      | 0         | 0         |

## Player of the Match
Als Player of the Match wurden die folgenden Spieler ausgezeichnet.
| Spiel   | Player of the Match  |
| ------- | -------------------- |
| 1. Test | Martin Guptill       |
| 2. Test | Kane Williamson      |
| 1. ODI  | Matt Henry           |
| 2. ODI  | Martin Guptill       |
| 3. ODI  | Danushka Gunathilaka |
| 5. ODI  | Matt Henry           |
| 1. T20  | Trent Boult          |
| 2. T20  | Colin Munro          |